# سلطان (فیلم ۱۹۹۹)
سلطان (به انگلیسی: Sultan) یک فیلم اکشن هندی به زبان تلوگو محصول سال ۱۹۹۹ به کارگردانی سارات با بازی نانداموری بالاکریشنا، کریشنا، کریشنام راجو، روجا، روچانا بانرجی، دیپتی بهاتناگار است. این فیلم در ۲۷ مه ۱۹۹۹ اکران شد، با انتقادات مختلف منتقدان روبرو شد، اما با استقبال خوب تماشاگران روبرو شد و به عنوان یک موفقیت در گیشه ثبت شد.